# Kertinge Nor
Kertinge Nor är en vik i Danmark. Den ligger i Region Syddanmark, i den sydöstra delen av landet. Kertinge Nor ligger på ön Fyn. Viken har genom Kerteminde Fjord anslut till Stora Bält.